# Førerrumsfilm
En førerrumsfilm (tysk: Führerstandsmitfahrt, engelsk: cabview, cabride) er en film, hvor et kamera er anbragt i førerrummet på et lokomotiv eller et andet skinnekøretøj, så det filmer kørslen ud ad forruden, sådan som lokomotivføreren ser det.
Førerrumsfilm er en moderne udgave af Phantom Rides, hvor man i filmens barndom anbragte et kamera foran på et lokomotiv for at lave panoramaoptagelser.

## Udformning
En typisk førerrumsfilm starter med lidt miljøoptagelser fra startpunktet, visning af toget og et simpelt kort over strækningen, hvorefter så vises hovedoptagelsen med kørslen set gennem forruden. Undervejs angives navne på de stationer, der standses ved. Passeres der tunneller, vil de længere af disse typisk blive klippet ud. Ved endestationen vises igen lidt miljøoptagelser. Længere strækninger kan fordeles på to eller flere ture, evt. med forskellige tog, som så kan sælges på hver sin dvd.
For nogle producenter kan det godt blive lidt tørt bare at kigge ud af forruden, og nogle fristes derfor af forskellige svinkeærinder. Det kan være optagelser af lokomotivføreren, hvilket er særligt oplagt i tunneller, hvor der alligevel ikke er andet at se. Men det kan også være optagelser af toget udefra både på stationer og langs strækningen eller modsat kig ud af sideruden på toget. Andre supplerer med et ekstra lydspor med kommentarer eller skilte med oplysninger undervejs. Modsat er der dog også dem, der kun viser selve køreturen som f.eks. de første førerrumsfilm i DR’s serie På skinner.
Generelt gælder i øvrigt at de enkelte producenter ikke har monopol på de enkelte strækninger, og flere kendte baner er således blevet gennemfilmet både to og tre gange. Det gælder f.eks. Malmbanen mellem svenske Kiruna og norske Narvik og Schwarzwaldbahn mellem Offenburg og Singen i Tyskland.

## Tyskland
I Tyskland blev førerrumsfilm for alvor kendt i offentligheden i 1993, da Sender Freies Berlin i samarbejde med Deutsche Bahn begyndte at vise film med Berlins S-Bahn om natten. Senere fulgte en serie med 10 Die schönsten Bahnstrecken Deutschlands (Tysklands smukkeste jernbanestrækninger) udgivet af Eisenbahn Kurier først på vhs og senere på dvd. Serien udvides stadig og omfatter nu også strækninger i andre europæiske lande (Die schönsten Bahnstrecken Europas) og i andre verdensdele (Die schönsten Bahnstrecken der Welt). Samme serie sendtes også som buffer om natten på ARD’s hovedkanal Das Erste fra 1995 til 2013, i det dog her også forekom optagelser, der (endnu) ikke er udgivet på dvd.
Også andre tyske forlag gør det i førerrumsfilm. Geramond udgiver således en serie med tyske og schweiziske strækninger på dvd og enkelte også på blu-ray, i det sidstnævnte format dog synes at været opgivet igen. Desti Eisenbahn Video udsendte en serie under titlen Lokovision på vhs, og efter at firmaet var genopstået efter en nedlukning tillige på dvd. Tram TV laver førerrumsfilm på dvd fra tyske sporvejslinjer og Wuppertaler Schwebebahn. Senest er RioGrande også kommet på banen med flere populære schweiziske togforbindelser som Glacier Express og Bernina Express på dvd og blu-ray.
Deutsche Bahns egen tv-kanal Bahn TV lavede også en større serie førerrumsfilm under titlen Bahn TV in Fahrt sidst i 2001’erne, der dels blev sendt om natten og dels var tilgængelige på deres hjemmeside. Efter kanalens og hjemmesidens lukning med udgangen af 2010 er de dog ikke længere tilgængelige legalt.

## Østrig
I Østrig er Bahnorama storleverandør af dvd’er med førerrumsfilm af østrigske strækninger under titlen Lokorama. Også Schweiz og forskellige internationale strækninger er repræsenteret.
I hovedstaden Wien sender W24 visse nætter optagelser fra byens mange sporvejslinjer og U-baner som Nachtschiene eller U-Bahn Nacht. Indimellem er der også optagelser med parkjernbaner eller med byens berømte hestevogne, fiaker. Kanalen omtaler selv optagelserne som afslapning med hyggelige rolige billeder til at tage noget af hverdagens stress.

## Norge
Den norske tv-kanal NRK2 markerede 27. november 2009 Bergensbanens 100 år med en 7 timer og 16 minutter lang optagelse af turen fra Bergen til Oslo under titlen Bergensbanen minutt for minutt. Med over 1,2 mio. seere blev det en uventet stor succes, der senere blev fulgt op af optagelser af sidebanen Flåmsbanen, sporvejen Bybanen i Bergen og Holmenkollbanen på T-banen i Oslo. Turen med Bergensbanen er udgivet på dvd, mens alle optagelser noget usædvanligt for en tv-station også kan downloades legalt via BitTorrent. Det gælder også for optagelserne af Nordlandsbanen mellem Trondheim og Bodø, der fandt sted i 2012 i anledning af 50-året for banens forlængelse til sidstnævnte by. Men hvor de andre ture er filmet en enkelt gang hver ud i et stræk, foretog man denne gang optagelser på alle fire årstider. Efter et større redigeringsarbejde blev det sammenklippede resultat sendt på NRK2 29. december 2012, efter at man i forvejen havde offentliggjort optagelserne i bidder på hjemmesiden NRK beta som en julekalender. Det medførte endnu en succes, idet 1,1 mio. seere kiggede med, heraf 156.000 på hele den 730 km lange tur.
Indimellem togturene steg man derudover til søs i juni 2011 med en om muligt endnu mere ekstrem optagelser i form af den fem et halvt døgn lange sejltur med Hurtigruten fra Bergen til Kirkenes, hvorved man slog verdensrekorden i varighed af en tv-udsendelse uden afbrydelser. Noget kortere men dog stadig godt 11 timer var turen gennem Telemarkskanalen 26. august 2012.
Også udenlandske producenter har været aktive i Norge. Bahnorama har således en optagelse af Nordlandsbanen, mens Eisenbahn Kurier har taget turen ad Bergensbanen den anden vej fra Oslo til Bergen. Indenrigs har Flåmsbana Museet fået lavet en Cab ride med Flåmsbanen.

## Danmark
Grimstrup Film & Forlag optog i 2009-2010 en serie med titlen I førerrummet med seks danske strækninger, der udsendtes på dvd. Denne serie omfatter Svendborgbanen, Grenaabanen, Gedser - Næstved, Lille Syd, Odderbanen og Lemvigbanen.
DR havde tidligere lavet en mindre serie korte førerrumsfilm nærmest som pausefyld, men nordmændenes succes inspirererede til tilsvarende optagelser i fuld længde af danske strækninger. Resultatet blev serien På skinner med 10 optagelser, der vistes på DR HD i julen 2011 og senere genudsendt og desuden er tilgængelig som stream på DR's hjemmeside. Serien omfatter både lange ture som den fra København til Frederikshavn og kortere ture fra flere danske privatbaner. I oktober 2012 udvidedes serien med yderligere 23 optagelser, der blev udsendt i efterårsferien og ligeledes er tilgængelige som stream. Hermed havde man dækket alle danske jernbaner trafikeret af persontog, dog med undtagelse af grænsestrækningen Tønder - Niebüll.
Andre har også lejlighedsvist udgivet danske førerrumsfilm. Danmarks Jernbanemuseum har således udgivet en dvd med turen fra København til Odense i 1997, mens der endnu var færger på Storebælt. Mens Desti Eisenbahn Video har udgivet Fugleflugtslinjen mellem Rødby Færge og København på vhs og dvd.

## Sverige
I Sverige har Bilddressinen udsendt en halv snes dvd’er med forskellige svenske strækninger. Også danske Lille Nord og turen fra København til Odense er iblandt. Teknikarv Media har også lavet en serie med titlen Cabride.
Også her har udenlandske producenter været på spil. Østrigske Bahnorama har således taget turen med Inlandsbanan og Malmbanen, sidstnævnte en bane Eisenbahn Kurier og Teknikarv Media også har helliget sig.

## Internet
På tværs af landegrænser findes der også en række førerrumsfilm på forskellige hjemmesider, ikke mindst på Youtube. Nogle er optagede af lokomotivførere, af halvprofessionelle efter aftale eller af privatpersoner i tog, hvor der er plads til, at passagerer kan kigge ud ved siden af lokomotivføreren. I nogle tilfælde er der dog tale om privatpersoner, der ikke har haft lovlig adgang til førerrummet.
Men som det jævnligt sker på internettet, er en del af optagelserne ikke uploadernes egne men andres, der er uploadet i strid med ophavsretten. Bl.a. Die schönsten Bahnstrecken Deutschlands og Bahn TV in Fahrt dukker jævnligt op på den måde.

## Modeltog
Til de mere kuriøse former for førerrumsfilm hører optagelser fra modeljernbaner, hvor seerne bliver placeret i de små lokomotivføreres sted. Ved større tog, f.eks. skala G (1.22:5) kan det ske ved at placere et almindeligt videokamera på en lavsidet godsvogn, der kobles foran lokomotivet. Ved mindre størrelser, som f.eks. H0 (1:87) kan det dog hurtigt komme til at knibe med pladsen, men her har visse producenter, f.eks. Märklin, bygget særlige kameravogne til netop dette formål. Alternativt kan fingernemme folk selv lave en kameravogn.
Førerrumsfilm med modeltog kan typisk findes på internettet og som bonus på dvd’er om modeljernbaner.

## Adgang forbudt for privatpersoner
For mange jernbaneentusiaster og givetvis også en del almindelige passagerer er en tur i førerrummet en drøm, men til dem der måtte ønske den opfyldt må generelt siges: glem det! Overalt hvor en lokomotivfører sidder i eget førerrum er der adgang forbudt for passagerer og andre uden tjenstligt ærinde. Det skyldes sikkerhed, og lokomotivføreren har ikke lov til at give undtagelser. Eller for at citere Banedanmarks sikkerhedsreglement § 3, stk. 8.2.3:
"Ophold i førerrum

Udover lokomotivføreren må kun lods samt personer, der
- skal varetage et sikkerhedsmæssigt ansvar eller
- repræsenterer jernbaneinfrastrukturforvalteren på tilstandsinspektion eller
- har tilladelse fra jernbanevirksomheden

tage ophold i betjente førerrum."